# یواس‌اس چینگاشگوک (اس‌پی-۳۵)
یواس‌اس چینگاشگوک (اس‌پی-۳۵) (به انگلیسی: USS Chingachgook (SP-35)) یک کشتی بود که طول آن ۶۰ فوت (۱۸ متر) بود. این کشتی در سال ۱۹۱۶ ساخته شد.